# Kate Seredy
Kate Seredy (Budapest, 10 de noviembre de 1899 - Middletown, 7 de marzo de 1975) fue una escritora e ilustradora de libros para niños nacida en Hungría. Ganó la Medalla Newbery una vez, fue nombrada Honor Newbery Book dos veces, ganó la Medalla Caldecott una vez y el Premio Lewis Carroll Shelf. La mayoría de sus libros están escritos en inglés, que no era su lengua materna. Seredy parece ser desconocida (y no traducida) en su Hungría natal, a pesar de que su historia The Good Master, y su secuela ambientada en la Primera Guerra Mundial tratan sobre Hungría.

## Trayectoria
Seredy nació el 10 de noviembre de 1899 en Budapest. : 299 Era hija única de un maestro de escuela, Louis Peter Seredy y su esposa, Anna Ireny. Seredy obtuvo un diploma para enseñar arte de la Academia de Artes de Budapest. Durante la Primera Guerra Mundial, viajó a París y trabajó como enfermera de combate. Después de la guerra, se dedicó a la ilustración de libros en Hungría. : 300 
En 1922, Seredy se trasladó de Budapest a Estados Unidos. Estudió inglés y trabajó como ilustradora y artista para mantenerse mientras se preparaba para ilustrar libros infantiles. De 1933 a 1934, fue propietaria de una librería infantil. Aunque la tienda no tuvo éxito, más tarde le atribuyó el mérito de haberla ayudado a entender a los niños y lo que era un buen libro infantil. En 1935, Seredy conoció a May Massee, editora de libros infantiles de Viking Press. Massee no tenía ningún trabajo de ilustración para Seredy, pero la animó a escribir sobre su infancia en Hungría, prometiéndole publicar el libro para Navidad. Tras varios meses de trabajo, Seredy presentó lo que se convertiría en The Good Master, que también ilustró. Aunque no es autobiográfico, Seredy pasó los veranos de su infancia en las llanuras de Hungría y utilizó muchas de sus impresiones y experiencias en la historia de la joven Kate, a quien su padre viudo envía de Budapest al campo a vivir con su tío y la familia de éste : 300 The Good Master fue galardonado con el premio Newbery Honor Book en 1935, por detrás de Caddie Woodlawn, que Seredy ilustró para Simon and Schuster. Además, Seredy diseñó la sobrecubierta y las guardas de Young Walter Scott, otro de los finalistas del Newbery de ese año.
En 1936, Seredy escribió e ilustró Listening, ambientada en la Nueva Jersey rural. Ese mismo año compró Listening Hill, una granja de cien acres cerca de Montgomery, Nueva York. Fue aquí donde escribió The White Stag, un relato histórico de las leyendas de los hunos que se establecieron en Hungría. Seredy aprendió estas historias de su padre cuando era niña. Este libro, que también ilustró, ganó la Medalla Newbery en 1938. En 1959, recibió el premio Lewis Carroll Shelf Award.
The Singing Tree apareció en 1939. Es una secuela de The Good Master, que narra los efectos de la Primera Guerra Mundial sobre Kate y toda su familia. El libro muestra los terribles efectos de la guerra sobre la gente corriente, especialmente en aquellos que se ven obligados a abandonar sus tierras y hogares para luchar. The Singing Tree también fue nombrado libro Newbery Honor Book, en 1940. Seredy continuó escribiendo e ilustrando sus propios libros y los de otros escritores. En 1945, ilustró The Christmas Anna Angel de Ruth Sawyer. Cuando se creó la Medalla Caldecott en 1971, Seredy fue nombrada ganadora de Honor con carácter retroactivo por esas ilustraciones.
Seredy tenía doce libros infantiles publicados, pero se consideraba ilustradora antes que autora. Tenía un estilo único, basado principalmente en el dibujo, y consideraba sus libros "una excusa para hacer dibujos". Su último libro, Lazy Tinka, está dedicado a su editora de mucho tiempo, May Massee.
Seredy murió el 7 de marzo de 1975 en Middletown, Nueva York, a la edad de 75 años. Sus documentos e ilustraciones se encuentran en la Colección May Massee de la Universidad Estatal de Emporia, en Kansas y en la Biblioteca de la Universidad de Oregón.

## Obra

### Escritos e ilustrados
- The Good Master, Viking Press, 1935
- Listening, Viking, 1936
- The White Stag, Viking, 1937
- The Singing Tree, Viking, 1939
- A Tree for Peter, Viking, 1941. Reissued Purple House Press, 2004, 2014
- The Open Gate, Viking, 1943
- The Chestry Oak, Viking, 1948. Reissued Purple House Press, 2015
- Gypsy, Viking, 1951
- Philomena, Viking, 1955
- The Tenement Tree, Viking, 1959
- A Brand New Uncle, Viking, 1961
- Lazy Tinka, Viking, 1962

### Selección de libros ilustrados
- Friendly Stories by Arthur I. Gates y Miriam Blanton Huber, Macmillan, 1930
- The Pathfinder : Readings from Modern Literature de Lawton B. Evans, Macmillan, 1930
- God our Father de Virgil George Michel y Basil Augustine Stegmann, Macmillan, 1934
- The Prince Commands de Andre Norton (Norton's debut), D. Appleton–Century Company, 1934
- Caddie Woodlawn de Carol Ryrie Brink, Macmillan, 1935
- Common Sense for Mothers on Bringing up Your Children from Babyhood to Adolescence de Estelle Mulqueen Reilly, Funk & Wagnalls, 1935
- Young Walter Scott de Elizabeth Janet Gray, Viking, 1935
- The Selfish Giant and Other Stories compiled de Wilhelmina Harper, David McKay, 1935
- Winterbound de Margery Bianco, Viking, 1936
- Smiling Hill Farm de Miriam Evangeline Mason, Junior Literary Guild and Ginn and Co., 1937
- An Ear for Uncle Emil de E.R. Gaggin, Junior Literary Guild and Viking, 1939
- The Christmas Anna Angel de Ruth Sawyer, Viking, 1943
- The Wonderful Year de Nancy Barnes, Junior Literary Guild y J. Messner, 1946
- Little Vic de Doris Gates, Viking, 1951
- A Dog Named Penny de Clyde Robert Bulla, Ginn, 1955

## Reconocimientos
- 1935 - The Good Master fue nombrado Newbery Honor Book
- 1938 - Medalla Newbery por The White Stag
- 1940 - The Singing Tree fue nombrado Newbery Honor book
- 1959 - Premio Lewis Carroll Shelf Award por The White Stag
- 1971 - Medalla Caldecott con carácter retroactivo por sus ilustraciones